# Kreuzweg (2014)
Kreuzweg ist ein deutscher Film von Dietrich Brüggemann aus dem Jahr 2014. Der Film hatte seine Premiere am 9. Februar 2014 im Wettbewerb der 64. Berlinale. Der Kinostart war am 20. März 2014.

## Handlung
Maria Göttler ist Mitglied der erzkonservativen Priesterbruderschaft St. Paulus. Die 14-Jährige bereitet sich gerade mit anderen jungen Menschen auf die Firmung vor. In einem Vorbereitungsgespräch erklärt Pater Weber ihnen nicht nur die Bedeutung des Sakraments. Er weist sie auch darauf hin, dass sie mit der Firmung „Soldaten Jesu Christi“ seien und gegen das Böse kämpfen müssten, wozu auch satanische Musik und andere Verführungen gehörten. Außerdem sollen sie bereit sein, etwas zu opfern, um Jesu Liebe zu empfangen. Maria beginnt darüber nachzudenken, das größte Opfer zu bringen: ihr eigenes Leben.
Bei einem Spaziergang mit der Familie spricht sie mit dem französischen Au-pair-Mädchen Bernadette über Opfer. Sie gerät in Streit mit ihrer strengen Mutter, weil sie ihre Jacke auszieht und sich bei einem Familienfoto lustlos verhält. Ihr Aussehen soll ab sofort keine Bedeutung mehr haben.
Während Maria in der Schulbibliothek gerade ihre Mathematik-Hausaufgaben bearbeitet, kommt sie mit Christian, einem Schüler aus der Parallelklasse, ins Gespräch. Der Junge flirtet mit ihr und weckt ihr Interesse an einem Kirchenchor, der neben Bach-Chorälen auch Soul und Gospel singt. Maria erklärt ihm, welche konservativen Ansichten in ihrer Gemeinde herrschen, die sich an der Zeit vor dem Zweiten Vatikanischen Konzil orientiert. Auf dem Heimweg kommt es erneut zum Konflikt mit der Mutter. Diese ist gestresst, weil Marias vierjähriger kleiner Bruder Johannes noch kein einziges Wort gesprochen hat, was sich die Ärzte nicht erklären können. Als Maria ihrer Mutter von ihrem Interesse an dem Chor erzählt, gibt sie vor, dass es um eine Mitschülerin gehe. Außerdem regt sich die Mutter über die unchristliche Musik auf.
Bei der Beichte gesteht Maria nicht nur Hochmut, sondern auch die Lüge gegenüber ihrer Mutter, die aus Angst vor Strafe erfolgt sei. Pater Weber erinnert sie daran, dass aus Unkeuschheit andere Sünden hervorgehen könnten. Außerdem spricht sie über ihren Gedanken, heilig zu werden, indem sie Gott ihr eigenes Leben als Opfer anbietet. Gott brauche sie jedoch auf der Erde, meint der Priester, der außer Buße auch Wiedergutmachung fordert. Kurz vor dem Abendessen mit der Familie ruft Christian an und kurz darauf gibt Maria ihre Lüge bezüglich des Jungen zu. Während die Mutter ihrer Tochter heftige Vorwürfe macht, versucht Bernadette vergeblich, Maria zu unterstützen. Die Mutter kritisiert Maria auch, weil sie sich angeblich nicht genug um Johannes gekümmert habe, woraufhin diese in Tränen ausbricht.
Beim Sportunterricht in der Schule weigert sich Maria teilzunehmen, weil die Lehrerin dazu „satanische Musik“ laufen lässt. Einige Mitschüler beginnen daraufhin, Maria zu mobben. Christian versucht, der Klasse etwas über Religionsfreiheit zu sagen, womit er sich ebenfalls den Spott der anderen Schüler einhandelt. Nach dem Unterricht spricht Christian Maria erneut an, weil er denkt, dass es ihr schlecht geht. Sie erklärt ihm mit deutlichen Worten, dass sie nicht an einer Liebesbeziehung interessiert ist. Stattdessen möchte sie nur zu Gott und lehnt das Leben „normaler“ Jugendlicher ab.
Im Gottesdienst zur Firmung appelliert der Bischof an die Jugendlichen und ihre Eltern, den wahren Glauben zu bewahren, und erinnert an die Treue der Gottesmutter Maria bis zu Jesu Tod. Als Maria vor dem Bischof kniet und dieser ihr das Kreuzzeichen mit Chrisam auf die Stirn zeichnen will, erleidet sie einen Schwächeanfall. Die Mutter bringt Maria zum Arzt, der außer einem möglicherweise lebensgefährlichen Fieber Anzeichen für Mangelernährung erkennt. Da die Mutter empört reagiert und ihre Tochter bevormundet, befürchtet der Arzt sogar eine Misshandlung und beschließt, Maria ins Krankenhaus zu bringen. Maria ist verzweifelt und sucht Trost bei Bernadette.
Später liegt Maria im Krankenhaus. Sie ist körperlich stark geschwächt, verweigert aber die Nahrungsaufnahme, obwohl Bernadette und die Krankenschwester sie darum bitten. Maria fragt Bernadette nach ihrem Glauben an Gott und bezeichnet sie als Vorbild. Sich selbst betrachtet sie hingegen als Menschen mit vielen Fehlern. Sie versucht sich vorzustellen, wie es ist, in den Himmel zu kommen. Sie sorgt sich um die Liebe ihrer Mutter, die sie verärgert hat. Dann betet sie mit Bernadette ein „Gegrüßet seist du, Maria“. Anschließend verrät sie ihr, dass sie sich für Johannes opfern will, und bittet das Au-pair-Mädchen, Pater Weber zu holen, damit sie die letzte heilige Kommunion empfangen kann. Bernadette reagiert schockiert, und veranlasst die Verlegung Marias auf die Intensivstation. Jedoch erfüllt sie ihr den Wunsch. Als der Pater ihr die Hostie in den Mund legt, beginnt Maria zu würgen und zeigt danach kein Lebenszeichen mehr. Die Ärzte versuchen eine Wiederbelebung, doch Maria stirbt. In dem Moment, in dem Marias Leben endet, fragt Johannes, der mit der Mutter im Zimmer ist, wo Maria sei, was ein Hinweis auf ein Spiel ist, welches Maria häufig mit ihm gespielt hatte.
Beim Bestatter wünscht sich die Mutter einen reinen, weißen Sarg für Maria. Sie ist sich nun sicher, dass ihre Tochter ohne Sünde gestorben ist. Dass Johannes im Moment des Todes seiner Schwester zu sprechen begann, betrachtet sie als Wunder, womit der Weg zur Seligsprechung frei sei. Der Vater verhält sich wie üblich zurückhaltend, woraufhin die Mutter zu weinen beginnt.
Nach der Beerdigung kommt Christian zu Marias Grab, während ein Baggerfahrer das Grab schon mit Erde füllt. Der Blick geht vom Grab weg hinauf in den Himmel.

## Hintergrund
Der Film ist in vierzehn Szenen aufgeteilt. Diese orientieren sich an den vierzehn Stationen des christlichen Kreuzwegs.
| Nummer | Station des Kreuzwegs                                                | Szene im Film                                    |
| ------ | -------------------------------------------------------------------- | ------------------------------------------------ |
| 1      | Jesus wird zum Tode verurteilt.                                      | Gespräch des Paters mit den Firmlingen           |
| 2      | Jesus nimmt das Kreuz auf seine Schultern.                           | Spaziergang mit der Familie                      |
| 3      | Jesus fällt zum ersten Mal unter dem Kreuz.                          | Marias Flirt mit Christian                       |
| 4      | Jesus begegnet seiner Mutter.                                        | Gespräch zwischen Maria und ihrer Mutter im Auto |
| 5      | Simon von Cyrene hilft Jesus das Kreuz tragen.                       | Maria bei der Beichte                            |
| 6      | Veronika reicht Jesus das Schweißtuch.                               | Gespräch beim Abendessen                         |
| 7      | Jesus fällt zum zweiten Mal unter dem Kreuz.                         | Mobbing im Sportunterricht                       |
| 8      | Jesus begegnet den weinenden Frauen.                                 | Gespräch zwischen Maria und Christian            |
| 9      | Jesus fällt zum dritten Mal unter dem Kreuz.                         | Marias Schwächeanfall bei der Firmung            |
| 10     | Jesus wird seiner Kleider beraubt.                                   | Untersuchung in der Arztpraxis                   |
| 11     | Jesus wird ans Kreuz genagelt.                                       | Maria im Krankenhaus                             |
| 12     | Jesus stirbt am Kreuz.                                               | Marias Tod                                       |
| 13     | Jesus wird vom Kreuz genommen und in den Schoß seiner Mutter gelegt. | Marias Eltern beim Bestatter                     |
| 14     | Der heilige Leichnam Jesu wird ins Grab gelegt.                      | Christian an Marias Grab                         |

Die fiktive Bruderschaft St. Paulus, von der die Protagonistin Maria beeinflusst wird, ist an die reale Priesterbruderschaft St. Pius X. angelehnt. Dietrich und Anna Brüggemann haben selbst Erfahrungen mit dieser Bruderschaft gesammelt.

## Produktion
Die Dreharbeiten begannen am 15. Oktober 2013 und dauerten vierzehn Tage. Vier Szenen (Gespräch der Firmlinge, der Beichtstuhl, das Esszimmer und die Arztpraxis) wurden in einem Studio in Magstadt aufgenommen; weitere Drehorte waren Schulen in Remseck und Bönnigheim sowie in Waiblingen. Des Weiteren wurde die Schlussszene auf dem Friedhof in Haigerloch-Trillfingen aufgenommen.
Jede der vierzehn Szenen (siehe oben) wurde in einer einzigen Einstellung gedreht. Nur in drei Szenen gibt es Kameraschwenks, ansonsten bewegt sich die Kamera nicht. Zu Beginn jeder Szene wird der Titel der entsprechenden Kreuzweg-Station eingeblendet. Die Darsteller mussten ihren gesamten Text für die jeweilige Szene auswendig lernen.
Lea van Acken spielte in dem Film ihre erste Hauptrolle. Zur Zeit der Produktion bereitete sie sich gerade, ebenso wie das von ihr gespielte Mädchen, auf die Firmung vor. Auch viele andere der jungen Darsteller hatten ihren ersten Auftritt.
Der Film wurde mit einem Budget von 1,2 Mio. Euro umgesetzt. Davon beteiligte sich die Medien- und Filmgesellschaft Baden-Württemberg mit 225.000 Euro, der SWR und Arte mit 600.000 Euro. Außerdem wurde der Film vom Medienboard Berlin-Brandenburg (150.000 Euro) und dem Deutschen Filmförderfonds finanziert (ca. 200.000 Euro). Demgegenüber stehen jedoch in Deutschland nur Einnahmen von 86.200 Euro. In den USA startete der Film am 10. Juli 2015.

### Kritik
Der filmdienst urteilte, der Film skizziere „minutiös und detailgenau“ die „Denk- und Glaubenswelt der katholischen Ultras, wobei die in einer Einstellung durchgedrehten Szenen eine enorme Unmittelbarkeit“ gewinnen würden. In der „kühl reflektierten Ästhetik des Films“ spiegele sich der „wie in Stein gemeißelte Anspruch einer absolutistischen Befehlsreligion, die nur Unterordnung und Gehorsam“ kenne.
Josef Schnelle betont in einem Artikel des Deutschlandfunks die „stilistische Strenge“, die das Werk „zu einem der vielversprechendsten Filme des ganz jungen deutschen Kinos [mache]. Immer weiter treibt der Film konsequent und beeindruckend auf eine tragische Konsequenz hin.“
Wenke Husmann beschreibt bei Die Zeit online die Anziehungskraft der Protagonistin: „Man möchte diese unbeteiligte Kamera beiseitestoßen, hinlaufen zu Maria und das Mädchen endlich in den Arm nehmen, ihr beistehen“. Außerdem verweist sie auf die Wirkung der „ultra-rigiden Kameraführung“: „Dennoch fühlt man sich binnen Kurzem nicht nur von der bedrückenden Geschichte, sondern auch von dieser so unbeteiligt wirkenden Kamera provoziert.“
Karolin Jacquemain lobt beim Hamburger Abendblatt insbesondere die Hauptdarstellerin Lea van Acken und „ihre Verwandlung in die verstörte, vereinsamte Maria. […] Das Gesicht von Maria vergisst man so schnell nicht wieder.“

## Auszeichnungen
Kreuzweg erhielt auf zahlreichen Filmfestivals Nominierungen und Auszeichnungen. Bei den Internationalen Filmfestspielen Berlin 2014 gewann der Film den Preis der Ökumenischen Jury und den Silbernen Bären für das beste Drehbuch.